# Jangcheon-myeon
Jangcheon-myeon (koreanska: 장천면) är en socken i kommunen Gumi i provinsen Norra Gyeongsang i den centrala delen av Sydkorea, 210 km sydost om huvudstaden Seoul.